# Гиппал
Гиппал (др.-греч. Ἵππαλος) — греческий мореплаватель, которому античная традиция приписывает открытие способа навигации в Индийском океане при помощи муссонов.

## Гипотезы о жизни
О жизни этого человека ничего не известно. До середины XX века деятельность Гиппала относили к первой половине — середине I в. н. э., временам Тиберия и Клавдия, однако, после выхода работ Кэри (1932) и Тиля (1939) отодвинули на 150 лет назад. Кэри обратил внимание на то, что по словам Страбона, в его время (конец I в. до н. э.), плавания в Индию были обычным делом, и ежегодно из гавани Миос Гормоса отправлялось 120 кораблей. Это означает, что океанский маршрут был уже давно и хорошо освоен. По предположению Тиля первым греком, добравшимся до Индии с помощью муссона, был Евдокс Кизикский, плавания которого датируют концом II в. до н. э. На основании этих соображений делается вывод, что Гиппал мог быть кормчим у Евдокса.

## Влияние
В любом случае, кто бы ни открыл направление муссонов, он произвел переворот в индийской морской торговле, сравнимый с открытием морского пути в Индию Васко да Гамой или прорытием Суэцкого канала. Каботажное плавание из Красного моря к Малабарскому берегу вряд ли занимало меньше двух лет. Открытие Гиппала сократило этот срок примерно на 9 месяцев. Корабли, выходившие из Миос Гормоса в первой половине июля, шли до Ароматов (мыс Гвардафуй), а оттуда с попутным ветром добирались до Индии за сорок дней, прибывая туда к октябрю. В конце ноября — начале декабря они отплывали обратно с северо-восточным муссоном и добирались до Береники или Миос Гормоса к весне.
Это позволило Птолемеям нарушить посредническую монополию сабейских купцов и распространить своё влияние на воды Аравийского моря. В 78 г. до н. э. стратег Фиваиды Каллимах был также назначен стратегом «Индийского и Красного морей».

## В науке
Именем Гиппала назван один из лунных кратеров.